# KMN Puntar
Klub malega nogometa (KMN) Puntar je futsal klub iz Tolmina, Slovenije. Ustanovljen je bil 25. maja 1974 na Kneži pri Tolminu in nosi ime po velikem Tolminskem puntu iz leta 1713.
Njihova šola je proizvedla kar nekaj velikih slovenskih futsal imen kot so Kristjan Čujec, Nejc Hozjan, Benjamin Melink, Igor Kragelj, Tilen Štendler, Aljoša Mohorič, Boštjan Uršič, Gaj Rosič in drugi. Klub je bil tudi odskočna deska še za nekatere ostale igralce in reprezentante (Denis Totošković, Anže Širok, Dejan Bizjak, Borut Ručna, Jani Ručna idr.).

## Največji uspehi
- Državni prvaki:

2006/2007, 2008/2009
- Državni podprvaki:

2001/2002, 2003/2004, 2009/2010
- Pokalni prvaki:

2003/2004, 2006/2007, 2007/2008
- Pokalni podprvaki:

2004/2005
- Superpokalni prvaki:

2008, 2009
- Superpokalni podprvaki:

2004, 2011
- Udeleženci UEFA Futsal Cup:

2007 (glavni krog), 2009 (elitni krog)

## Povezave
- Uradna spletna stran Arhivirano 2018-11-14 na Wayback Machine.

1. ↑  url=http://puntar.net/zgodovina.php%7Ctitle=KMN%5B%5D Puntar: Zgodovina